# Myrmekiaphila howelli
Myrmekiaphila howelli là một loài nhện trong họ Euctenizidae. Loài này phân bố ở Hoa Kỳ.